# Caesar (divadelní hra)

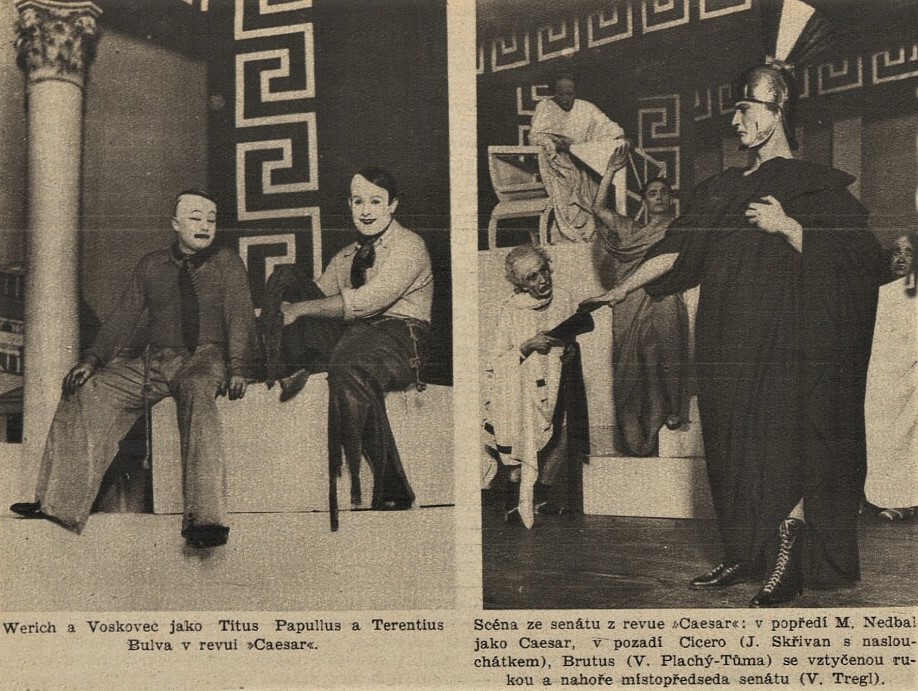
Osvobozené divadlo, Caesar (1932)

Caesar, antická féerie o jedenácti obrazech je 14. divadelní hra autorů Jana Wericha a Jiřího Voskovce s hudbou Jaroslava Ježka, v Osvobozeném divadle.
Premiéra byla 8. března 1932. Režie Jindřicha Honzla, hudba Jaroslav Ježek, choreografie Joe Jenčík, výprava a kostýmy František Zelenka.
Autoři připsali hru Miloši Nedbalovi „za všechny role od Blažeje Josska až po Gaia Julia Caesara“.
Ve hře zaznělo tango Kleopatra, pochod Vojna a mír, Pochod plebejců, valčík Římské lázně, Ezop a brabenec, balet Obětování Osiriovi, V domě straší duch, Evropa volá.

## Historie
Hra představuje Caesara jako přihlouplého a stárnoucího muže, který touží po válce. V postavě Caesara jsou patrné rysy italského diktátora Benita Mussoliniho. První vyloženě politická hra, ve které autoři upozornili na nebezpečí fašismu a na krizi formálního parlamentarismu. Výrazně přitvrdili i v kritice společnosti, po této hře začalo být toto divadlo považováno za politické. Dělali si legraci ze Společnosti národů, Edvard Beneš chtěl aby hra byla zakázána, protože je nedemokratická, později mu to rozmluvil Hubert Ripka[zdroj?]. Voskovec o hře mluví jako o daumierovské karikatuře.[zdroj?]

## Osoby a premiérové obsazení
| Gaius Julius Caesar           | Miloš Nedbal              |
| Kleopatra                     | Marie Grossová-Sedláčková |
| Marcus Antonius               | Bohuš Záhorský            |
| Brutus                        | Vojtěch Plachý-Tůma       |
| Marcus Tullius Cicero         | Josef Skřivan             |
| Onomatopoe                    | Hana Vítová               |
| Velekněz Ratata, kněz Osiriův | František Filipovský      |
| Centurio Musculus             | Jaroslav Gradwohl         |
| Místopředseda senátu          | Václav Trégl              |
| První senátor                 | František Černý           |
| Druhý senátor                 | Václav Kotalík            |
| Třetí senátor                 | A. Nálevka                |
| Čtvrtý senátor                | J. Dvořák                 |
| Lev                           | J. Mixa                   |
| Terentius Bulva, lid římský   | Jiří Voskovec             |
| Titus Papullus                | Jan Werich                |

Tanečnice s plynovými maskami, Tanečnice v hadrech, Tanečnice z let devadesátých – Jenčíkovy girls, Senátoři, lid římský, nájemní vrahové, chrámoví pochopové.
Děje se v Římě 13. a 14. března roku 44 před Kristem a tamtéž roku 1932

## Hudba ze hry
Některé písně a orchestrální skladby byly v roce 1932 zaznamenány na gramofonové desky firmy Ultraphon:
1. Evropa volá, Jaroslav Ježek, orchestrální verze, dirigent Jaroslav Ježek, nahráno 29. března 1932
2. Kleopatra, Jaroslav Ježek / Voskovec a Werich, Melody Boys, dirigent Jaroslav Ježek, nahráno 29. března 1932
3. Pochod plebejců, Jaroslav Ježek / Voskovec a Werich, dirigent Karel Ančerl, nahráno 9. června 1932
4. Římské lázně, Jaroslav Ježek / Voskovec a Werich, zpívají Hana Vítová a Jára Pospíšil, dirigent Karel Ančerl, nahráno 9. června 1932
5. O lidech a zvířatech, Voskovec a Werich, předscéna, nahráno 9. června 1932
6. Ezop a brabenec, Jaroslav Ježek / Voskovec a Werich, dirigent Jiří Srnka, nahráno 24. listopadu 1931
7. Obětování bohům, Jaroslav Ježek, orchestrální skladba, dirigent Karel Ančerl, nahráno 9. června 1932
8. V domě straší duch, Jaroslav Ježek / Voskovec a Werich, dirigent Karel Ančerl, nahráno 9. června 1932
9. Evropa volá, Jaroslav Ježek / Voskovec a Werich, dirigent Karel Ančerl, nahráno 9. června 1932[1]